# جمال الدين الأفغاني (مسلسل)
هو مسلسل تاريخي إسلامي من بطولة محمود ياسين يتطرق لحياة جمال الدين الأفغاني وغزواته وإسلامه وطريقة تعامله مع معطيات الدعوة حتى وفاته مروراً بما قدمه للإسلام والمسلمين.

## الممثلون
| - محمود ياسين: (جمال الدين الأفغاني) - إبراهيم الصلال: (الشيخ عبد الحكيم خاطر) - توفيق الدقن: (المندوب البريطاني) - محمود الجندي: (الشيخ محمد عبده) - محمد حمزة: (محمد عظم خان) - يوسف شعبان: (شير علي خان) - المرسي أبو العباس: (علي رؤوف) - أشرف عبد الغفور: (محمد رفيق) - محمود الحديني: (حسن شاه) - يسري مصطفى: (الشيخ حسن الطويل) - نظيم شعراوي: (مصطفى رياض باشا) - حسن حسين: (الشيخ رحمت الله) | - محسن سرحان: (كريشنا سوهارا) - تيسير فهمي: (سيده المنوفي) - إبراهيم عبد الرازق: (إسماعيل باشا المفتش) - لطفي عبد الحميد: (السلطان عبد الحميد الثاني) - أحمد الشناوي: (ميرزا علي أصغر خان) - نبيل الدسوقي: (الحاج محمد حسن أمين الضرب) - أحمد خميس: (ناصر الدين شاه) - حسين المفيدي - رضا الجمال: (ظل السلطنة في اصفهان) - نجيب عبده - علي عزب - حسين الحكيم | - رشاد عثمان - كريمة الشريف - صبري عبد العزيز - فوزية أبو زيد - هيام طعمة - سوسن ربيع - محمود السيد - محمود حافظ: (مندوب ديليسبس) - محمد السبع: (الخديوي إسماعيل) - إيمان الطوخي: (شاهجاهان) - هناء ثروت: (زهراء) |

## وصلات خارجية
- أحمد رائف (1988). "النص الكامل لسيناريو المسلسل التليفزيوني جمال الدين الأفغاني". فهرس مكتبات جامعة الملك سعود. القاهرة: الزهراء للإعلام العربي. مؤرشف من الأصل في 2011-02-21. {{استشهاد ويب}}: روابط خارجية في |عمل= (مساعدة)